# Lasioglossum adiazetum
Lasioglossum adiazetum är en biart som först beskrevs av Walker 1997.  Lasioglossum adiazetum ingår i släktet smalbin, och familjen vägbin. Inga underarter finns listade i Catalogue of Life.